# Sosna zwyczajna w Rabce-Zdroju
Sosna zwyczajna w Rabce-Zdroju – pomnik przyrody, sosna zwyczajna zlokalizowana w Rabce-Zdroju, przy ul. Orkana, naprzeciw starego cmentarza.
Sosna ma około 500-550 lat i jest jedną z najciekawszych osobliwości przyrodniczych na terenie Rabki. Ma nietypowy dla swojego gatunku pokrój, wyraźnie rozwidlone konary i parasolowatą koronę. W miejscu rozwidlenia konarów widoczne są narośla. Obwód drzewa wynosi około 370 cm, a wysokość liczy 15 metrów. Zabezpieczone jest murem oporowym od strony ulicy.